# Liga Mexicana de Béisbol 1944
La Temporada 1944 de la Liga Mexicana de Béisbol fue la edición número 20. Se mantiene en 6 el número de equipos pero hubo un cambio de sede, el Unión Laguna de Torreón se convierte en La Junta de Nuevo Laredo.  El calendario constaba de 90 juegos en un rol corrido, el equipo con el mejor porcentaje de ganados y perdidos se coronaba campeón de la liga.
Los Azules de Veracruz obtuvieron el tercer campeonato de su historia al terminar en primer lugar con marca de 52 ganados y 37 perdidos, con 2 juegos de ventaja sobre los Industriales de Monterrey. El mánager campeón fue Ramón Bragaña.

## Equipos participantes
| Liga Mexicana de Béisbol 1944 |           |                          |            |           |
| Equipo                        | Fundación | Ciudad                   | Estadio    | Capacidad |
| Alijadores de Tampico         | 1937      | Tampico, Tamaulipas      | Alijadores | 7,000     |
| Azules de Veracruz            | 1940      | México, D. F.            | Delta      | 20,000    |
| Diablos Rojos del México      | 1940      | México, D. F.            | Delta      | 20,000    |
| Industriales de Monterrey     | 1939      | Monterrey, Nuevo León    | Cuauhtémoc | 8,000     |
| La Junta de Nuevo Laredo      | 1940      | Nuevo Laredo, Tamaulipas | La Junta   | 7,800     |
| Puebla                        | 1938      | Puebla, Puebla           | Puebla     | 5,000     |

## Posiciones
| Liga Mexicana de Béisbol | Liga Mexicana de Béisbol | Liga Mexicana de Béisbol | Liga Mexicana de Béisbol | Liga Mexicana de Béisbol |
| Equipo                   | JG                       | JP                       | PCT                      | JV                       |
| ------------------------ | ------------------------ | ------------------------ | ------------------------ | ------------------------ |
| Veracruz                 | 52                       | 37                       | .584                     | -                        |
| Monterrey                | 50                       | 39                       | .562                     | 2.0                      |
| Puebla                   | 49                       | 39                       | .557                     | 2.5                      |
| Nuevo Laredo             | 47                       | 42                       | .528                     | 5.0                      |
| Tampico                  | 40                       | 47                       | .460                     | 11.0                     |
| México                   | 28                       | 62                       | .311                     | 24.5                     |

| Campeón de la Liga |

## Juego de Estrellas
El Juego de Estrellas de la LMB se realizó el 16 de agosto en el Parque Delta en México, D. F. La selección de jugadores de los equipos del Norte se impuso a la selección de jugadores de los equipos del Sur 14 carreras a 5.

## Designaciones
Se designó como novato del año a Jorge Bravo de los Diablos Rojos del México.

## Acontecimientos relevantes
- 5 de octubre: Ramón Bragaña de los Azules de Veracruz logró su victoria 30 de la campaña al derrotar 6 a 0 a La Junta de Nuevo Laredo imponiendo récord de más juegos ganados en una temporada, el récord se mantiene vigente.[2][3]